# 費諾特塞蘭
費諾特塞蘭是埃塞俄比亞西部阿姆哈拉州西戈賈姆地區的小鎮，座標10°42′N 37°16′E / 10.700°N 37.267°E，海拔1,917米。根據埃塞俄比亞中央統計局2005年的資料，費諾特塞蘭人口約24,011，其中男性12,069人，女性11,942人。